# Èider reial
L'èider reial (Somateria spectabilis) és una espècie d'ocell de la família dels anàtids (Anatidae) que habita els llacs i estanys de la tundra a Spitsbergen, Kolguiev, Nova Terra, nord de Rússia, Sibèria oriental, península de Txukotka, nord d'Alaska, Badia de Hudson, nord de Labrador i Groenlàndia.